# Ceromitia aphroneura
Ceromitia aphroneura là một loài bướm đêm thuộc họ Adelidae. Loài này có ở Mozambique.